# Peter Roesky
Peter W. Roesky (* 26. Mai 1967 in Göttingen) ist ein deutscher Chemiker.

## Leben
Peter Werner Roesky studierte an der Julius-Maximilians-Universität Würzburg Chemie, erhielt unter Friedemann W. Schneider (1933–2017) mit der Thematik „Chaos durch verzögerte Rückkopplung in der Belousov-Zhabotinsky Reaktion“ mit sehr gutem Ergebnis 1992 das Diplom, promovierte 1994 mit dem Thema „Beiträge zur Chemie von Methyltrioxorhenium“ mit Auszeichnung unter Wolfgang A. Herrmann an der Technischen Universität München und ging anschließend als Postdoc zu Tobin Marks an die Northwestern University in Evanston im Staat Illinois in den USA. Im Jahr 1999 habilitierte er sich unter Dieter Fenske mit dem Thema „Untersuchung von neuen Lanthanoidkomplexen bezüglich ihrer Synthesen, Kristallstrukturen und katalytischen Eigenschaften“ an der Universität Karlsruhe, wirkte in Karlsruhe als Privatdozent und wechselte in der Nachfolge von Wolf Peter Fehlhammer 2001 als Professor für Anorganische Chemie an die Freie Universität Berlin. In der Zeit von 2007 bis 2008 war er Direktor des Instituts für Chemie und Biochemie und Prodekan für Forschung des Fachbereichs Biologie, Chemie und Pharmazie und folgte dann 2008 in der Nachfolge von Hansgeorg Schnöckel dem Ruf als Professor für Anorganische Funktionsmaterialien an die Universität Karlsruhe, die 2009 im Karlsruher Institut für Technologie (KIT) aufging. In der Zeit von 2017 bis 2018 war er Adjunct Professor an der Queensland University of Technology in Brisbane in Australien.
Der Chemiker Herbert W. Roesky ist sein Vater.

## Wirken
Sein Forschungsgebiet innerhalb der Anorganischen Chemie umfasst die Chemie der Seltenen Erden, Hauptgruppenelemente und Münzmetalle, wobei im Zentrum seiner wissenschaftlichen Arbeit grundlegende Fragen der chemischen Synthese ebenso wie materialnahe Anwendungen stehen. Dazu zählen unter anderem die homogene Katalyse sowie die Erforschung lumineszierender und magnetischer Materialien für die Quanteninformationstechnologie.

## Ehrungen und Mitgliedschaften
Er ist seit 1994 Mitglied der Gesellschaft Deutscher Chemiker (GDCh) und wirkt in der Zeit von 2023 bis 2026 als Vorsitzender der Wöhler-Vereinigung für Anorganische Chemie. Seit 2003 ist er Mitglied der American Chemical Society und seit 2014 Fellow der Royal Society of Chemistry. Im Jahr 2024 wurde er mit dem Marianne-Baudler-Preis, der seit 1950 vergeben und bis 2021 den Namen „Alfred Stock-Gedächtnispreis“ trug, ausgezeichnet.
Peter Roesky ist seit 2020 Mitglied der European Academy of Sciences (EurASc), seit 2024 ordentliches Mitglied der Heidelberger Akademie der Wissenschaften und wurde im Jahr 2025 als Mitglied der Sektion Chemie in die Nationale Akademie der Wissenschaften Leopoldina aufgenommen.